# Ромбоусечённый икосододекаэдр
Ромбоусечённый икосододека́эдр или усечённый икосододека́эдр — полуправильный многогранник (архимедово тело) с 62 гранями, составленный из 30 квадратов, 20 правильных шестиугольников и 12 правильных десятиугольников.
В каждой из его 120 одинаковых вершин сходятся одна квадратная грань, одна шестиугольная и одна десятиугольная. Телесный угол при вершине равен в точности {\displaystyle {\frac {3}{2}}\pi .}
Имеет 180 рёбер равной длины. При 60 рёбрах (между квадратной и шестиугольной гранями) двугранные углы равны {\displaystyle \arccos \left(-{\frac {{\sqrt {15}}+{\sqrt {3}}}{6}}\right)\approx 159{,}09^{\circ },} при 60 рёбрах (между квадратной и десятиугольной гранями) {\displaystyle \arccos \left(-{\sqrt {\frac {5+{\sqrt {5}}}{10}}}\right)\approx 148{,}28^{\circ },} при 60 рёбрах (между шестиугольной и десятиугольной гранями) {\displaystyle \arccos \left(-{\sqrt {\frac {5+2{\sqrt {5}}}{15}}}\right)\approx 142{,}62^{\circ }.}

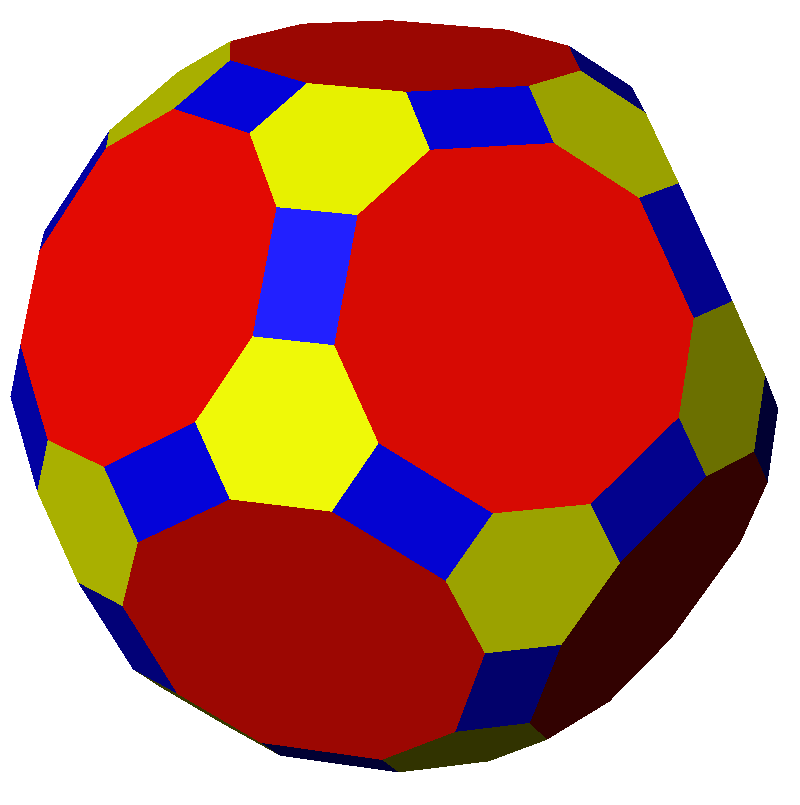
Родственный многогранник, не являющийся полуправильным.

Название «усечённый икосододекаэдр», которое первоначально дал этому многограннику Кеплер, способно ввести в заблуждение. Дело в том, что в результате операции усечения, «срезав» с икосододекаэдра 30 четырёхугольных пирамид, можно получить лишь несколько иной многогранник, четырёхугольные грани которого — золотые прямоугольники, а не квадраты. Полученный многогранник полуправильным не является; впрочем, он изоморфен настоящему ромбоусечённому икосододекаэдру и может быть превращён в таковой при помощи небольшой деформации.

## В координатах
Ромбоусечённый икосододекаэдр можно расположить в декартовой системе координат так, чтобы координаты его вершин были всевозможными циклическими перестановками наборов чисел
- {\displaystyle (\pm (\Phi -1);\;\pm (\Phi -1);\;\pm (\Phi +3)),}
- {\displaystyle (\pm (2\Phi -2);\;\pm \Phi ;\;\pm (2\Phi +1)),}
- {\displaystyle (\pm (\Phi -1);\;\pm (\Phi +1);\;\pm (3\Phi -1)),}
- {\displaystyle (\pm (2\Phi -1);\;\pm 2;\;\pm (\Phi +2)),}
- {\displaystyle (\pm \Phi ;\;\pm 3;\;\pm 2\Phi ),}

где {\displaystyle \Phi ={\frac {1+{\sqrt {5}}}{2}}} — отношение золотого сечения.
Начало координат {\displaystyle (0;0;0)} будет при этом центром симметрии многогранника, а также центром его описанной и полувписанной сфер.

## Метрические характеристики
Если ромбоусечённый икосододекаэдр имеет ребро длины {\displaystyle a}, его площадь поверхности и объём выражаются как
{\displaystyle S=30\left(1+{\sqrt {3}}+{\sqrt {5+2{\sqrt {5}}}}\right)a^{2}\approx 174{,}2920303a^{2},}
{\displaystyle V=(95+50{\sqrt {5}})a^{3}\approx 206{,}8033989a^{3}.}
Радиус описанной сферы (проходящей через все вершины многогранника) при этом будет равен
{\displaystyle R={\frac {1}{2}}{\sqrt {31+12{\sqrt {5}}}}\;a\approx 3{,}8023945a;}
радиус полувписанной сферы (касающейся всех рёбер в их серединах) —
{\displaystyle \rho ={\sqrt {{\frac {15}{2}}+3{\sqrt {5}}}}\;a\approx 3{,}7693771a.}
Вписать в ромбоусечённый икосододекаэдр сферу — так, чтобы она касалась всех граней, — невозможно. Радиус наибольшей сферы, которую можно поместить внутри ромбоусечённого икосододекаэдра с ребром {\displaystyle a} (она будет касаться только всех десятиугольных граней в их центрах), равен
{\displaystyle r_{10}={\frac {1}{2}}{\sqrt {25+10{\sqrt {5}}}}\;a\approx 3{,}4409548a.}
Расстояния от центра многогранника до шестиугольных и квадратных граней превосходят {\displaystyle r_{10}} и равны соответственно
{\displaystyle r_{6}={\frac {1}{2}}{\sqrt {27+12{\sqrt {5}}}}\;a\approx 3{,}6685425a,}
{\displaystyle r_{4}={\frac {1}{2}}{\sqrt {29+12{\sqrt {5}}}}\;a\approx 3{,}7360680a.}

## Примечательные свойства
Среди всех платоновых тел, архимедовых тел и тел Джонсона с заданной длиной ребра ромбоусечённый икосододекаэдр имеет наибольший объём, наибольшую площадь поверхности и наибольший диаметр.
Среди всех платоновых тел, архимедовых тел и тел Джонсона ромбоусечённый икосододекаэдр имеет наибольшее число вершин и наибольшее число рёбер (но не наибольшее число граней — здесь первое место занимает курносый додекаэдр).